# Willard (Kansas)
Willard è un comune degli Stati Uniti d'America, situato nello Stato del Kansas, diviso tra la contea di Shawnee e la contea di Wabaunsee.